# عمر فرانكو
عمر فرانكو هو كاتب أغاني وملحن دومينيكاني، ولد في القرن العشرين.